# Lavers Hill
Lavers Hill ist ein kleiner Ort in Victoria, Australien, der 48 km von Port Campbell und Apollo Bay sowie 205 Kilometer von Melbourne entfernt liegt. Die Ortschaft befindet sich nordwestlich von Cape Otway an der touristisch bedeutsamen Great Ocean Road zwischen Port Campbell und Apollo Bay und bildet einen weiteren Kreuzungspunkt von Straßen, die nach Cobden und Colac führen. 2016 wurden in Lavers Hill 78 sesshafte Einwohner gezählt.

## Geschichte
Der Name Lavers Hill stammt von einem Siedler aus Gippsland, der große Gebiete um das heutige Lavers Hill rodete.
Erkundet wurde das Gebiet um Lavers Hill 1891 und anschließend lange Jahre von der Holzwirtschaft genutzt. Das erste Sägewerk wurde 1900 aufgebaut, dem weitere folgten. 1906 wurden eine Schule und eine Käsemanufaktur gebaut und eine Eisenbahn erreichte das Gebiet im Jahr 1912. Der Ort entwickelte sich und es entstand ein Post Office, ein Hotel, Bauern siedelten sich an und Ladengeschäfte wurden gegründet.

## Heute
Heute befinden sich in Lavers Hill ein kleines kommerzielles Zentrum, das für Touristen ein Café, eine Bäckerei, einen Pub mit Bistro und touristische Informationen bereitstellt. Tourismus ist die wesentliche Einnahmequelle des Ortes.
Der Ort liegt auf dem höchsten Punkt der Great Ocean Road, wo es Ausblicke in die ihn umgebende Natur der Otway Ranges gibt. Unweit von Lavers Hill befinden sich die Wasserfälle Triplet Falls, Hopetoun Falls und Beauchamp Falls. Der Great-Otway-Nationalpark mit seinen gemäßigten Regenwäldern umgibt Teile der Ortschaft. Des Weiteren ist der Wanderweg Otway Fly zu nennen, an dem sich ein 45 Meter hoher Aussichtsturm befindet. 
Zwölf Kilometer von Lavers Hill entfernt befindet sich der Surfstrand Johanna Beach. Bei Glenaire liegen ertragreiche Fischgründe und dort bieten sich Möglichkeiten zum Surfen.